# Kauã Elias
Kauã Elias Nogueira (* 28. März 2006 in Uberlândia) ist ein brasilianischer Fußballspieler, der aktuell bei Schachtar Donezk in der Ukraine unter Vertrag steht.

## Karriere

### Verein
Aufgezogen von seinem Großvater, einem früheren Amateur-Fußballtorwart aus Uberlândia, begann Elias seine Karriere in einer Futsal-Schule mit dem Praia Clube. Mitte des Jahres 2016 wurde er von Scouts des brasilianischen Erstligisten Fluminense Rio de Janeiro gesichtet und zu einem Probetraining eingeladen. Nach Diskussionen mit seinem Großvater über Geld und Distanz zum Klub, nahm er am Probetraining teil und erhielt einen Vertrag ab der Saison 2017. Der Reise stimmte der Großvater nur zu, da er beim Schlafen eine „göttliche Stimme“ hörte, die ihm sagte seinen Enkel am Training teilhaben zu lassen. Nach einer Wette um Geld pro geschossenes Tor mit seinem Großvater wurde er immer effektiver vor dem Tor und wurde Torschützenkönig bei vielen Juniorenturnieren. Im Juni 2021 unterschrieb Elias seinen ersten Profivertrag bei Fluminense bis Ende 2027, welcher eine Ausstiegsklausel von knapp 50 Millionen Euro enthielt. Am 26. Mai 2023 kam er in einem Gruppenspiel der Copa Libertadores bei einer 0:1-Niederlage gegen den Club The Strongest zu seinem ersten Profieinsatz für Fluminense. Im Verlauf des Jahres gewann sein Verein erstmalig die Copa Libertadores, während Elias bei dem einen Einsatz blieb. Er trat ausschließlich noch mit den Nachwuchsmannschaften des Klubs an.
Ab der Saison 2024 war er dann festes Mitglied der Profimannschaft und kam in seiner ersten Spielzeit auf 30 Erstliga- sowie 16 Pokalpartien, in denen er insgesamt acht Mal traf. Seit dem 8. Februar 2025 steht Kauã Elias beim ukrainischen Erstligisten Schachtar Donezk unter Vertrag und gewann mit dem Verein knapp drei Monate später auf Anhieb den nationalen Pokal.

### Nationalmannschaft
Im März und April 2023 kam Elias zu sieben Einsätzen bei der U17-Copa-America 2023, wobei er fünfmal traf. Mit den Brasilianern gewann er den Titel und wurde zudem Torschützenkönig des Turniers.

## Erfolge
Verein
- Copa Libertadores-Sieger: 2023
- Ukrainischer Pokalsieger: 2025

Nationalmannschaft
- U17-Südamerikameister: 2023

## Auszeichnungen
- Torschützenkönig der U17-Südamerikameisterschaft: 2023 (5 Tore)